# Temporada do Club Universitario de Deportes de 2005
O Club Universitario de Deportes em 2005, participou de duas competições: Campeonato Peruano e Copa Sul-Americana.

## Competições

### Campeonato Peruano
O Torneio Descentralizado da Primeira Divisão Peruana de Futebol Profissional 2005 foi a 89ª edição da Liga Peruana. O Universitario de Deportes terminou na primeira colocação e se classificou para a Copa Libertadores de 2006, não disputou a final, pois não venceu nenhum dos dois torneios curtos (Apertura e Clausura).

#### Classificação Geral
| Classificação | Classificação             | Classificação | Classificação | Classificação | Classificação | Classificação | Classificação | Classificação | Classificação |
| Pos           | Time                      | PG            | J             | V             | E             | D             | GP            | GS            | SG            |
| ------------- | ------------------------- | ------------- | ------------- | ------------- | ------------- | ------------- | ------------- | ------------- | ------------- |
| 1             | Universitario de Deportes | 88            | 48            | 24            | 16            | 8             | 71            | 40            | +31           |

### Copa Sul-Americana
A Copa Sul-Americana de 2005 foi a quarta edição do torneio organizado pela Confederação Sul-Americana de Futebol. O Universitario foi eliminado na primeira fase pelo Alianza Atlético nos pênaltis.[carece de fontes?]

#### Primeira fase
| 10 de agosto Ida | Universitario | 1 - 1 | Alianza Atlético | Lima, Peru |
|                  |               |       | {{{golos2}}}     |            |

| 24 de agosto Volta | Alianza Atlético | 1 - 1 (4 - 1 pen.) | Universitario | Sullana, Peru          |  |
|                    |                  |                    | {{{golos2}}}  | Árbitro: David Morales |  |